# Блидару (Мехединци)
Блидару (рум. Blidaru) насеље је у Румунији у округу Мехединци у општини Гречи. Oпштина се налази на надморској висини од 231 m.

## Становништво
Према подацима из 2002. године у насељу је живело 60 становника, од којих су сви румунске националности.